# 까마귀자리 에타
까마귀자리 에타(η Corvi, η Crv)는 까마귀자리에서 여섯 번째로 밝은 F형 주계열성이다. 이 별 주위에서 먼지 원반 두 개가 발견되었는데, 가까운 것은 항성으로부터 수 천문단위(AU) 거리에, 먼 것은 100 ~ 150 천문단위 범위에 퍼져 있다.

## 물리적 특징
까마귀자리 에타의 나이는 태양의 30 퍼센트 정도에 불과하다. 대기 중 포함된 무거운 원소의 비율은 태양의 93 퍼센트 정도이다. 적도에서의 자전 속도(v sin i)는 초당 68 킬로미터 수준이다. 분광형은 F형 주계열성으로 표면 온도는 6,950 켈빈이며 우리 눈에는 황백색 빛을 뿜는 것처럼 보인다. 질량은 태양의 1.52배에 밝기는 4.87배이다. 태양계로부터 약 59 광년 떨어져 있다.
IRAS 위성은 이 별로부터 초과 적외선 복사 현상을 감지했는데 이는 에타와 같은 F형 주계열성 별들로부터 흔히 볼 수 없는 현상이었다. 서브밀리미터 띠 에서 관측한 자료는 에타 주위에는 달 질량의 60 퍼센트에 유효 온도 80 켈빈 수준의 차가운 먼지 원반이 있다는 것을 입증해 주었다. 이 먼지 원반은 항성으로부터 최대 180 천문단위 거리(지구~태양 거리의 180배)까지 뻗어 있는 것으로 추측되었다.
최근의 서브 밀리미터 관측에 따르면 에타 주위 먼지원반은 바깥쪽으로 150 천문단위 까지 확장되어 있었다. 반면 100 천문단위 안쪽은 물질이 쓸려나가고 없었는데 이는 행성계 구성원들이 궤도 영역을 청소했기 때문으로 보인다. 또한 항성으로부터 약 3.5 천문단위 안쪽에 바깥쪽 띠보다 더 뜨거운 파편 원반이 존재하는 것으로 보인다.
포인팅-로버트슨 효과 이론에 따르면 행성계 바깥쪽에 있던 먼지 물질은 대략 2000만 년 이내에 항성으로 끌려 들어오며 이는 현 항성계의 나이보다 훨씬 짧은 시간이다. 따라서 지금 관측되는 외부 먼지 원반은 그 장소에서 지속적으로 생겨나면서 구조가 유지되고 있는 것으로 보인다. 먼지를 구성하는 물질은 약 150 천문단위 거리에 있는 미행성들로 이들이 충돌을 반복하면서 작은 먼지입자 수준까지 잘게 쪼개진 것으로 추측된다. 반면 항성에서 가까운 먼지 원반이 생겨난 과정은 아직까지 명확히 이론이 정립되지 않았다. 다만 태양계를 두들겼던 후기 대폭격 사건처럼 계 바깥쪽에 있던 미행성들이 내행성 궤도로 밀려들어와 서로 충돌하여 지금의 먼지 띠를 만들었으리라는 추측이 있다.
| 동반천체 (항성에서 가까운 순서) | 질량           | 궤도평균반지름 (AU) | 공전주기 (년)  | 궤도이심률     | 궤도경사각   | 반지름 |
| ------------------------------- | -------------- | ------------------- | -------------- | -------------- | ------------ | ------ |
| 먼지 원반                       | 6.7 ± 2.7 AU   | 6.7 ± 2.7 AU        | 6.7 ± 2.7 AU   | 6.7 ± 2.7 AU   | —            | —      |
| 먼지 원반                       | 165.8 ± 3.7 AU | 165.8 ± 3.7 AU      | 165.8 ± 3.7 AU | 165.8 ± 3.7 AU | 46.8° ± 1.3° | —      |

## 이름의 유래
동아시아 천문학에서는 까마귀자리 에타를 좌할(左轄)로 불렀다. 보통 여러 별이 모여 하나의 별자리를 구성하나 좌할의 구성원은 에타별 하나로 별이 별자리 전체를 뜻한다. 좌할은 로마자로 Tso Hea로 표기하나 R.H. 앨런은 까마귀자리 베타(크라즈)에 이 명칭을 붙였다.